# Audry Funk
Audry Bustos Díaz, conocida como Audry Funk (Puebla, 25 de octubre de 1987), es una artivista, filósofa, poeta y cantante de rap feminista. Es originaria de México y residente de Bronx, Nueva York.Junto con Rebeca Lane, fue una de las dirigentes de Somos Mujeres Somos Hip Hop.Funk es reconocida internacionalmente en la escena de la música independiente y dentro de la comunidad de raperas latinoamericanas.

## Biografía
Audry Funk nació y se crio en Puebla, México. Desde pequeña tuvo interés en la música. Su primera aparición como solista fue a los 15 años, como cantante de una banda de reggae; desde ese momento, Funk empezó a escribir letras sobre justicia social.
Funk estudió Filosofía en la Benemérita Universidad Autónoma de Puebla. Posteriormente, migró a Nueva York. Allí continuó produciendo música de manera independiente.En esta ciudad, su voz ha tenido un reconocimiento dentro de la comunidad migrante mexicana.En 2018 se estrenó un documental sobre la historia de Audry Funk en torno a la migración.

## Arte y justicia social
En su música, Audry Funk mezcla reggae, hip hop, soul y funk.Su arte es una forma de activismo por la unidad, el respeto, la política y la emancipación.Entre los temas recurrentes de su obra se encuentran los derechos de las mujeres, la migración, la denuncia contra el racismo, la diversidad corporal y el movimiento de la liberación gorda. Funk critica los estándares convencionales de belleza y propone que todos los cuerpos merecen amor y respeto.
Su producción artística es independiente, desde la autogestión. En ella, además, tiene un lugar central el trabajo colaborativo. En la década del 2010, Funk fue una de las fundadoras de Mujeres Trabajando. En esa misma época, Funk formó parte del colectivo Somos Guerreras junto con Rebeca Lane.Desde este proyecto se dedicaron a cambiar la visión de las mujeres en el Hip-Hop y dieron talleres a comunidades en Centroamérica. Posteriormente sus colaboraciones continúan con diversas raperas; una de sus principales colaboradoras  ha sido la guatemalteca Rebeca Lane con quien produjo un disco en 2024.
Audry se ha presentado en espacios culturales de importancia para la comunidad latina en Estados Unidos tales como el Museo Nacional de Arte Mexicano en Chicago,Lincoln Center, y Sounds of Brazil (conocido como SOB's) en Nueva York, donde compartió escenario con La Dame Banche. También ha participado en distintos festivales,incluyendo Celebrate Brooklyn. Además, de Estados Unidos y su natal México, se ha presentado en Guatemala, El Salvador, Costa Rica, Panamá, República Dominicana, Educador, Bolivia, Chile, Alemania, y España, entre otros países.

Otra forma de expresión de Audry Funk es la poesía. En ella, explora temas relacionados con justicia social. En un poema leído para el Proyecto de Historia Oral de Estudios Mexicanos de la Universidad de la Ciudad de Nueva York, sobresale la crítica a la gentrificación del Bronx: 
gentrifican hasta la comida
ahora un taco se come como brunch y de etiqueta

ah, pero eso sí, low-carb para la dieta

## Otras actividades culturales y pedagógicas
Al lado de su producción artística, Audry Funk participa activamente en eventos y procesos educativos. Ha sido invitada a dar conferencias a distintas instituciones, incluyendo la Universidad de Harvard.También ha facilitado numerosos talleres de hip hop para comunidades, tales como "Protesta feminista y sororidad a través del rap" en el Centro Cultural Universitario Tlatelolco.

## Premios
- 2025 Bronx Recongnizes its own[19]
- 2024 “Mejor Videoclip” por su canción Perrísima, Festival de Videoclips Panorama Tímbrico (México).[20]

## Discografía
- 40ntonas y Sabrosas (2024), con Rebeca Lane
- Upsilon Scorpii (2024)
- Autogestión y Resistencia (2017)
- Verso...Luego existo (2015)

## Videografía
Algunos de sus vídeos musicales son
- 2024 Todxs lxs cuerpxs
- 2023 Scorpio
- 2023 TBM
- 2023 Acuerdos
- 2023 KATANA
- 2023 Perrisima
- 2022 Sin Retroceder
- 2020 Autogestión
- 2019 Tempestad en las mareas
- 2017 Hija del Subdesarrollo
- 2015 Fuerza Omega
- 2012 Rompiendo esquemas